# Луково (Красноярский край)
Луково — деревня в Уярском районе Красноярского края. Входит в состав Сушиновского сельсовета.

## География
Деревня находится в южной части края, в пределах Алтае-Саянского горнотаёжного района, на левом берегу реки Луковки, на расстоянии приблизительно 11 километров (по прямой) к западу-юго-западу (WSW) от Уяра, административного центра района. Абсолютная высота — 374 метра над уровнем моря.
Климат
Климат характеризуется как резко континентальный, с продолжительной морозной зимой и коротким тёплым летом. Средняя температура воздуха самого тёплого месяца (июля) составляет 18,7 °C (абсолютный максимум — 38 °C); самого холодного (января) — −21 °C (абсолютный минимум — −48 °C). Продолжительность безморозного периода составляет в среднем 96 дней. Среднегодовое количество атмосферных осадков достигает 600 мм, из которых 317 мм выпадает в июле-августе.

## История
Основана в 1898 году. По данным 1926 года имелось 110 хозяйств и проживало 592 человек (283 мужчин и 309 женщин). В национальном составе населения того периода преобладали украинцы. Функционировал школа I ступени. В административном отношении являлась центром Луковского сельсовета Уярского района Красноярского округа Сибирского края.

## Население
| 2010 |
| ---- |
| 19   |

Половой состав
По данным Всероссийской переписи населения 2010 года в гендерной структуре населения мужчины составляли 63,2 %, женщины — соответственно 36,8 %.
Национальный состав
Согласно результатам переписи 2002 года, в национальной структуре населения русские составляли 100 % из 22 чел.